# Le Pacte de Pashutan

Le Pacte de Pashutan est une bande dessinée de 54 planches en couleurs, scénarisée et dessinée par Raymond Reding, parue en 1951 et 1952 dans le journal Tintin.

## Contexte
À la fin de 1950, le magazine Tintin n'a contenu que 7 bandes dessinées récurrentes (dans sa version belge) :
- Tintin de Hergé, avec 3 histoires (Le Temple du Soleil, L'Or noir et On a marché sur la Lune) ;
- Blake et Mortimer d'Edgar P. Jacobs, avec 2 histoires (Le Secret de l'espadon et Le Mystère de la grande pyramide) ;
- Corentin de Paul Cuvelier, avec 2 histoires (L'Extraordinaire Odyssée de Corentin Feldoë et Corentin chez les Peaux-Rouges) ;
- Hassan et Kaddour de Jacques Laudy, avec 3 histoires (Hassan le voleur de Bagdad, Le Miroir magique et Les Mameluks de Bonaparte) ;
- Teddy Bill d'Étienne Le Rallic, avec 3 histoires (Teddy Bill, La Flèche du soleil, Alerte dans la prairie) ;
- Bob et Bobette de Willy Vandersteen, avec 2 histoires (Le Fantôme espagnol et La Clé de bronze) ;
- Alix de Jacques Martin, avec 2 histoires (Alix l’intrépide et Le Sphinx d’or).

À cela il faudrait ajouter Jo, Zette et Jocko et Barelli, qui reviendront par la suite dans le journal mais qui pour l’instant n’ont eu droit qu’à une seule diffusion. Tintin peut donc à l’époque être considéré comme une revue de one shots tant le nombre d’histoires sans suite est important. Le Pacte de Pashutan s'inscrit dans cette catégorie d'histoires.
Reding avait précédemment publié pour Tintin deux autres histoires à suivre : Disques de feu – L'Énigme des soucoupes volantes (1950) et Monsieur Vincent (1951).
L’histoire a été publiée à raison d’une planche par semaine, comme il était d’usage à l’époque puisque le journal ne comportait que 20 pages.

## Histoire
Michette Lorient a repêché dans le port de Mombasa une curieuse bouteille dans laquelle un vieux message rédigé en espagnol parle d’une île appelée Pachutan. Dans cette bouteille se trouve aussi une bague où figurent des caractères cunéiformes et un lingotin d’un curieux métal. Luc, le frère de Michette déchiffre avec son ami le major Hobson le parchemin mais pas le texte du bijou.  Il n’en faut pas plus pour faire venir au Kenya l’oncle des jeunes gens, Élémir de Criquebœuf, éminent orientaliste.
En dépit de ses connaissances, l’oncle est un maladroit qui sera le contrepoint comique de ces aventures.
Quoi qu’il en soit, Élémir annonce que le lingot est en orichalque, le fameux métal des Atlantes, et que le nom de Pashutan est l’équivalent indo-iranien de Poséidon, le dieu protecteur de l’Atlantide.
Une expédition maritime s’impose mais quelqu’un a surpris leur conversation et suggère à Nasir Abu, un trafiquant de hachich mais également riche armateur, de s’introduire dans leur projet.

## Remarques et correspondances
Raymond Reding a rejoint l’écurie Tintin en 1950 et, comme tous les dessinateurs du journal à l’époque, son dessin relève peu ou prou de ce qu’on appellera plus tard la ligne claire. Les puristes noteront pourtant quelques écarts par rapport à des normes plus ou moins officielles. On notera néanmoins dans la dernière partie une inflexion dans la qualité du dessin avec un fini légèrement moins travaillé.
Cette histoire traitant du mythe de l’Atlantide fait évidemment penser à L'Énigme de l'Atlantide de Jacobs parue dans le même journal. L’histoire de Blake et Mortimer est postérieure de 3 ans puisqu’elle débute en 1954 alors que celle de Reding se termine en 1952.
Travaillant dans le même journal et traitant du même mythe, il est normal d’y rencontrer un certain nombre de correspondances.
La première d’entre elles, qui de plus va à contresens, est le nom d’un des personnages : Nasir. Ce prénom qui signifie « vainqueur » et qu’on retrouve également sous la forme « Nasser » est celui du serviteur et ami de Philip Mortimer.
Autre correspondance, la découverte de l’orichalque. On sait que Platon parle de ce métal comme étant propre aux Atlantes. En revanche s’agit-il d’un nouveau métal, d’un minerai déjà connu à qui on aurait donné un autre nom, d’un simple alliage ou encore d’une invention pure et simple du philosophe grec ? La chose est aujourd'hui encore débattue. Quoi qu'il en soit il est assez logique de trouver trace de ce fameux métal dans les deux histoires.
Élémir de Criquebœuf détermine que le lingot est de l’orichalque dans la mesure où il s’agit d’un métal inconnu. Il s’agit là d’une démarche anti-scientifique dans la mesure où à ce stade de l’histoire (planche 9) le faisceau d’indices est trop mince pour déterminer s’il s’agit réellement de l’Atlantide ou pas. Philip Mortimer fait une erreur similaire dans la mesure où il associe un métal lumineux et radioactif au métal platonicien (planche 4) ; là encore pas de lien immédiat évident avec la référence au Critias. D'autant qu’à ce stade le savant n’est pas encore en contact avec les Atlantes.
Concernant les racines civilisationnelles de l’Atlantide, Reding les rattache directement au monde assyrien, essentiellement d’ailleurs par l’écriture cunéiforme car il n’y qu’une seule vignette qui donne un exemple de l’architecture atlante (planche 35). Dans tous les autres cas, seuls des murs de pierre sont visibles, quelquefois accompagnés de plaques cunéiformes.
Toute autre est la version de Jacobs qui se réfère essentiellement pour la partie atlante à la mystique grecque et même plus précisément minoenne.
Avec quelques différences, les colonnes de la salle du trône font penser à celle de Cnossos (planche 18). Sur cette même page on remarque en arrière-plan la fameuse scène des taureaux également présente dans la cité minoenne. Page 20 on distingue aisément un monument avec le symbole crétois du taureau, etc. Tout ceci sans compter les multiples références à Zeus ou Poséidon.
En revanche, l’accoutrement et les noms des « barbares » fait largement référence aux civilisations précolombiennes, l’auteur prenant ainsi à son compte les théories diffusionnistes.
On retrouve également dans les deux épisodes, une large portion se déroulant dans des cavernes. Faudrait-il en conclure que Reding a inspiré Jacobs ? Sans doute pas ou alors on pourrait aussi affirmer qu’Hergé a inspiré Reding avec le passage ad hoc du Temple du Soleil, lequel Hergé aurait pu être influencé par Clarence Gray dans Brick Bradford, etc. Mais le thème de la caverne est trop répandu pour qu’on puisse y voir des emprunts.

## Album
- Le Pacte de Pashutan, éditions Jonas, 1980. Édité en noir et blanc à seulement 276 exemplaires[1].